# Holzhausen (Vechta)

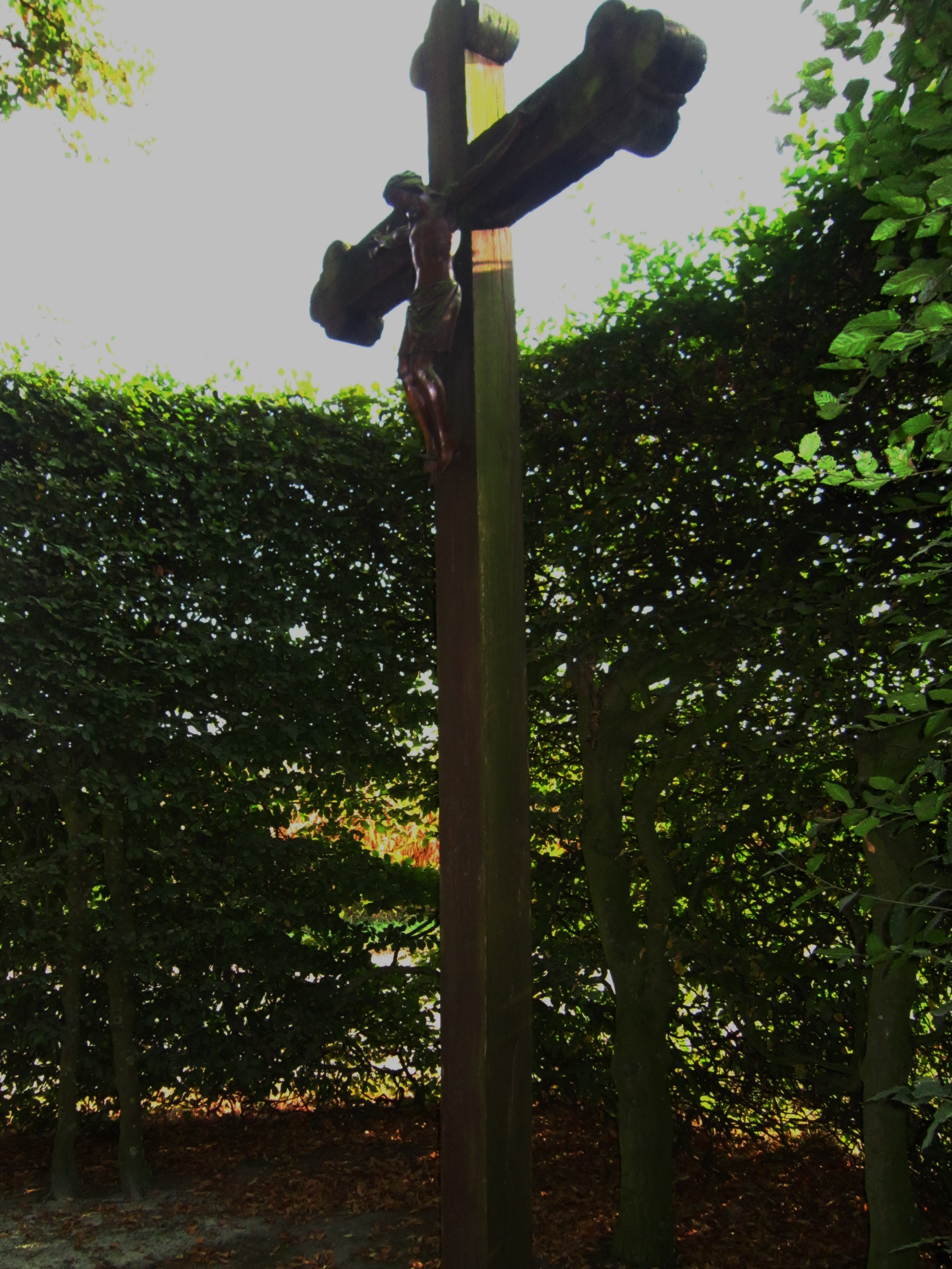
Thesings Kreuz; hinter der markanten Hecke verläuft der Pickerweg

Holzhausen ist eine kleine Bauerschaft in Vechta in Niedersachsen, durch die der Pickerweg verläuft, ein schon im Mittelalter benutzter Handels-, Pilger- und Heerweg, der Wildeshausen mit Osnabrück verbindet. An der Straße „Bei Thesings Kreuz“ soll ab 1496 eine Jakobskapelle für Pilger gestanden haben, die den Pickerweg als Abschnitt der „Via Baltica“ (von den baltischen Staaten nach Osnabrück verlaufender Teil des Netzes der Jakobswege) benutzt haben.

## Verkehr
Durch die Ortschaft wurde von 2008 bis 2010 die Nordtangente Vechta verlegt, die Bauarbeiten wurden mit Eröffnung der Straße am 12. Juni 2010 abgeschlossen.
Früher befand sich in Holzhausen ein kleiner Bahnhof an der Bahnstrecke Delmenhorst–Hesepe, welcher aber abgebaut wurde, sodass die Züge der NordWestBahn nur noch durchfahren.